# Ернст Август фон дер Шуленбург
Ернст Август фон дер Шуленбург (на немски: Ernst August Graf von der Schulenburg; * 3 септември 1692; † 20 август 1743) е благородник от род „фон дер Шуленбург“ от клон „Бялата линия“, „бригадир“ в Курфюрство Брауншвайг-Люнебург и шеф на „пехота регимент Нр. 11-Б“.

## Биография
Той е най-големият син на фрайхер генерал-лейтенант Александер IV фон дер Шуленбург (1662 – 1733) и съпругата му София Шарлота Анна фон Мелвиле (1670 – 1724), дъщеря на генерал-майор Андреас фон Мелвиле (1624 – 1706) и Нимфе де Ла Шевалерие (* 1640). По-голям брат е на Фридрих Вилхелм II (1699 – 1764) и Георг Ернст (1704 -1765).
Ернст Август влиза млад във войската на Курфюрство Брауншвайг-Люнебург и се издига там до 1726 г. до майор. През 1735 г. става полковник, от 1738 г. шеф на „пехота регимент Нр. 11-Б“ и през 1743 г. „бригадиер“.
Той наследява от чичо си по майчина линия, генерл-майор Георг Ернст фон Мелвиле, имението Хабигхорст и Фойершюцбостел. Генерал-майорът умира без наследници през 1742 г. и определя в завещанието си за наследници синовете на сестра си.
Ернст Август умира бездетен на 20 август 1743 г. Брат му Фридрих Вилхелм го наследява.

## Фамилия
Ернст Август фон дер Шуленбург се жени за Хенриета фон Белинг († 1743). Те нямат деца.